# Trzej muszkieterowie (film 1935)
Trzej muszkieterowie (ang. The Three Musketeers) – amerykański film kostiumowy z 1935 roku. Adaptacja powieści Trzej muszkieterowie Aleksandra Dumasa.

## Obsada
- Walter Abel – D’Artagnan
- Ian Keith – Rochefort
- Margot Grahame – Milady de Winter
- Paul Lukas – Atos
- Moroni Olsen – Portos
- Onslow Stevens – Aramis
- Heather Angel – Constance
- Rosamond Pinchot – Królowa Anna Austriaczka
- John Qualen – Planchet
- Murray Kinnell – Bernajou
- Nigel De Brulier – Kardynał Richelieu
- Lumsden Hare – kapitan de Treville
- Miles Mander – Król Ludwik XIII
- Ralph Forbes – Książę Buckingham